# Brøndby IF w sezonie 2016/2017
Brøndby IF w sezonie 2016/2017 – klub ten grał w rozgrywkach klubowych w Danii i w Europie.
Brøndby IF zakończył ten sezon jako drugi zespół w Superligaen. W Pucharze Danii odpadł w finale.

## Liga krajowa
| 17 lipca 201618:00 CEST | Brøndby IF                                          | 4:0 | Esbjerg fB  | Brøndby Stadium Widzów: 10,397 Sędzia: Lars Christoffersen |
| 17 lipca 201618:00 CEST | Pukki 24' · Wilczek 42' · Hjulsager 46' · Holst 49' | 4:0 | Laursen 19' | Brøndby Stadium Widzów: 10,397 Sędzia: Lars Christoffersen |

| 24 lipca 201616:00 CEST | Silkeborg IF | 0:2 | Brøndby IF                     | Mascot Park Widzów: 4,902 Sędzia: Dennis Mogensen |
| 24 lipca 201616:00 CEST | Lyng 75'     | 0:2 | Hjulsager 20', 38' · Holst 49' | Mascot Park Widzów: 4,902 Sędzia: Dennis Mogensen |

| 31 lipca 201616:00 CEST | Brøndby IF                  | 2:2 | AC Horsens                                 | Brøndby Stadium Widzów: 12,136 Sędzia: Jens Maae |
| 31 lipca 201616:00 CEST | Hjulsager 21' · Wilczek 52' | 2:2 | O’Brien 21' · Finnbogason 58' · Aabech 82' | Brøndby Stadium Widzów: 12,136 Sędzia: Jens Maae |

| 7 sierpnia 201618:00 CEST | FC Midtjylland                               | 3:3 | Brøndby IF                                                   | MCH Arena Widzów: 8,889 Sędzia: Jakob Kehlet |
| 7 sierpnia 201618:00 CEST | Onuachu 66' · Poulsen 86' (pen.), 89' (pen.) | 3:3 | Juelsgaard 13' · Pukki 40', 76', 79' · Crone 54' · Holst 73' | MCH Arena Widzów: 8,889 Sędzia: Jakob Kehlet |

| 14 sierpnia 201618:00 CEST | Brøndby IF                                     | 4:0 | SønderjyskE | Brøndby Stadium Widzów: 9,442 Sędzia: Peter Kjærsgaard-Andersen |
| 14 sierpnia 201618:00 CEST | Pukki 31', 68' · Hermannsson 33' · Wilczek 53' | 4:0 | Ritter 75'  | Brøndby Stadium Widzów: 9,442 Sędzia: Peter Kjærsgaard-Andersen |

| 21 sierpnia 201616:00 CEST | AGF                                | 0:7 | Brøndby IF                                                                                    | Atletion Widzów: 13,658 Sędzia: Mads-Kristoffer Kristoffersen |
| 21 sierpnia 201616:00 CEST | Khodzhaniyazov 15' · Mikanovic 46' | 0:7 | Wilczek 24' · Backman 39' (o.g.) · Hjulsager 41', 68' · Mukhtar 45+2' · Pukki 47' (pen.), 63' | Atletion Widzów: 13,658 Sędzia: Mads-Kristoffer Kristoffersen |

| 28 sierpnia 201616:00 CEST | Brøndby IF                                                | 1:1 | Copenhagen                                               | Brøndby Stadium Widzów: 23,518 Sędzia: Jens Maae |
| 28 sierpnia 201616:00 CEST | Wilczek 64' · Hjulsager 68' · Hermannsson 79' · Crone 88' | 1:1 | Pavlović 45' · Johansson 60' · Zanka 76' · Delaney 90+3' | Brøndby Stadium Widzów: 23,518 Sędzia: Jens Maae |

| 11 września 201618:00 CEST | AaB                                       | 0:1 | Brøndby IF | Nordjyske Arena Widzów: 11,727 Sędzia: Michael Tykgaard |
| 11 września 201618:00 CEST | Wilczek 8' · Nørgaard 19' · Hjulsager 40' | 0:1 |            | Nordjyske Arena Widzów: 11,727 Sędzia: Michael Tykgaard |

| 18 września 201616:00 CEST | Brøndby IF                             | 1:2 | Viborg                                                    | Brøndby Stadium Widzów: 15,778 Sędzia: Anders Poulsen |
| 18 września 201616:00 CEST | Röcker 2' · Wilczek 51' · Nørgaard 58' | 1:2 | Rask 42' · Fochive 45+2' · Deble 68' · Larsson 81' (o.g.) | Brøndby Stadium Widzów: 15,778 Sędzia: Anders Poulsen |

| 22 września 201620:00 CEST | Lyngby BK                                          | 1:0 | Brøndby IF                  | Lyngby Stadion Widzów: 7,073 Sędzia: Lars Christoffersen |
| 22 września 201620:00 CEST | Kjær 43' · Munksgaard 57' · Gytkjær 70' · Lumb 77' | 1:0 | Greko 48' · Hermannsson 70' | Lyngby Stadion Widzów: 7,073 Sędzia: Lars Christoffersen |

| 25 września 201616:00 CEST | Brøndby IF                                                           | 3:0 | OB                     | Brøndby Stadium Widzów: 13,147 Sędzia: Jørgen Daugbjerg |
| 25 września 201616:00 CEST | Nørgaard 19' · Mukhtar 45+3' · Holst 75' · Pukki 77' · Hjulsager 82' | 3:0 | Lund 9' · Tingager 68' | Brøndby Stadium Widzów: 13,147 Sędzia: Jørgen Daugbjerg |

| 2 października 201618:00 CEST | Brøndby IF                                              | 2:2 | Randers FC                    | Brøndby Stadium Widzów: 10,695 Sędzia: Peter Kjærsgaard-Andersen |
| 2 października 201618:00 CEST | Wilczek 2' · Mukhtar 37', 40' · Holst 43' · Kliment 49' | 2:2 | Kallesøe 53' · Ishak 62', 67' | Brøndby Stadium Widzów: 10,695 Sędzia: Peter Kjærsgaard-Andersen |

| 16 października 201616:00 | Nordsjælland                | 1:1 | Brøndby IF                                           | Farum Park Widzów: 5,426 Sędzia: Mads-Kristoffer Kristoffersen |
| 16 października 201616:00 | Donyoh 55' 75' · Fellah 69' | 1:1 | Wilczek 33' · Mukhtar 34' · Röcker 38' · Kliment 83' | Farum Park Widzów: 5,426 Sędzia: Mads-Kristoffer Kristoffersen |

| 23 października 201618:00 | Brøndby IF               | 1:0 | AGF                           | Brøndby Stadium Widzów: 10,175 Sędzia: Anders Poulsen (referee) |
| 23 października 201618:00 | Röcker 40' · Mukhtar 55' | 1:0 | Bjarnason 16' · Mikanović 41' | Brøndby Stadium Widzów: 10,175 Sędzia: Anders Poulsen (referee) |

| 30 października 201616:00 | Brøndby IF                                | 2:0 | AaB | Brøndby Stadium Widzów: 12,517 Sędzia: Lars Christoffersen |
| 30 października 201616:00 | Pukki 4' (pen.) · Crone 12' · Wilczek 61' | 2:0 |     | Brøndby Stadium Widzów: 12,517 Sędzia: Lars Christoffersen |

| 6 listopada 201616:00 | Viborg FF                      | 1:2 | Brøndby IF                 | Energi Viborg Arena Widzów: 4,311 Sędzia: Michael Tykgaard |
| 6 listopada 201616:00 | Sivebæk 47' · Friis Jensen 76' | 1:2 | Wilczek 6' · Hjulsager 72' | Energi Viborg Arena Widzów: 4,311 Sędzia: Michael Tykgaard |

| 20 listopada 201616:00 | OB                                                                 | 1:0 | Brøndby IF                   | EWII Park Widzów: 5,815 Sędzia: Jens Maae |
| 20 listopada 201616:00 | Jacobsen 42' · João Pereira 70' · El Makrini 76' · Dieudonne 90+2' | 1:0 | Nørgaard 38' · Hjulsager 62' | EWII Park Widzów: 5,815 Sędzia: Jens Maae |

| 27 listopada 201618:00 | Brøndby IF                                             | 3:1 | Silkeborg IF | Brøndby Stadium Widzów: 7,757 Sędzia: Michael Tykgaard |
| 27 listopada 201618:00 | Mukhtar 21' 23' · Pukki 66' · Wilczek 69' · Austin 71' | 3:1 | Helenius 58' | Brøndby Stadium Widzów: 7,757 Sędzia: Michael Tykgaard |

| 30 listopada 201620:00 | Randers FC   | 0:1 | Brøndby IF | AutoC Park Randers Widzów: 5,259 Sędzia: Mads-Kristoffer Kristoffersen |
| 30 listopada 201620:00 | Jakobsen 85' | 0:1 |            | AutoC Park Randers Widzów: 5,259 Sędzia: Mads-Kristoffer Kristoffersen |

| 4 grudnia 201616:00 | Esbjerg fB              | 1:1 | Brøndby IF                            | Blue Water Arena Widzów: 5,096 Sędzia: Michael Johansen |
| 4 grudnia 201616:00 | Söder 51' · Pálsson 73' | 1:1 | Holst 22' · Pukki 63' · Hjulsager 67' | Blue Water Arena Widzów: 5,096 Sędzia: Michael Johansen |

| 11 grudnia 201618:00 | Brøndby IF    | 2:1 | FC Midtjylland                  | Brøndby Stadium Widzów: 11,061 Sędzia: Mads kristoffer Kristoffersen |
| 11 grudnia 201618:00 | Pukki 25' 79' | 2:1 | van der Vaart 43' · Onuachu 65' | Brøndby Stadium Widzów: 11,061 Sędzia: Mads kristoffer Kristoffersen |

| 19 lutego 201713:30 | Copenhagen                                                | 0:0 | Brøndby IF                                          | Telia Parken Widzów: 27,686 Sędzia: Jakob Kehlet |
| 19 lutego 201713:30 | Cornelius 19' · Santander 39' · Okore 63' · Jørgensen 88' | 0:0 | Pukki 41' · Röcker 59' · Sikošek 62' · Nørgaard 63' | Telia Parken Widzów: 27,686 Sędzia: Jakob Kehlet |

| 26 lutego 201718:00 | SønderjyskE                                         | 1:2 | Brøndby IF                                        | Sydbank Park Widzów: 6,038 Sędzia: Jørgen Daugbjerg Burchardt |
| 26 lutego 201718:00 | Uhre 20' · Ramón 41' · Mattila 73' · Absalonsen 87' | 1:2 | Pukki 21' (pen.) · Nørgaard 25' 32' · Larsson 79' | Sydbank Park Widzów: 6,038 Sędzia: Jørgen Daugbjerg Burchardt |

| 5 marca 201718:00 | Brøndby IF                                       | 2:3 | Nordsjælland                                                      | Brøndby Stadium Widzów: 12,510 Sędzia: Michael Tykgaard |
| 5 marca 201718:00 | Mukhtar 12' · Sikošek 2' · Pukki 65' · Holst 72' | 2:3 | Donyoh 49' · Marcondes 56' · Asante 76' · Maxsø 79' · Lobotka 89' | Brøndby Stadium Widzów: 12,510 Sędzia: Michael Tykgaard |

| 12 marca 201716:00 | AC Horsens | 0:2 | Brøndby IF                                                | CASA Arena Horsens Widzów: 4,977 Sędzia: Anders Poulsen (referee) |
| 12 marca 201716:00 | Kryger 69' | 0:2 | Mukhtar 13' · Austin 16' 61' · Nørgaard 19' · Wilczek 34' | CASA Arena Horsens Widzów: 4,977 Sędzia: Anders Poulsen (referee) |

| 19 marca 201717:00 | Brøndby IF                                   | 3:2 | Lyngby                 | Brøndby Stadium Widzów: 15,118 Sędzia: Mads Kristoffersen |
| 19 marca 201717:00 | Austin 25' · Phiri 40' · Wilczek 59' 74' 78' | 3:2 | Kjær 16' · Odgaard 82' | Brøndby Stadium Widzów: 15,118 Sędzia: Mads Kristoffersen |

| 2 kwietnia 201718:00 | Brøndby IF                                           | 3:2 | FC Midtjylland                   | Brøndby Stadium Widzów: 12,113 Sędzia: Anders Poulsen (referee) |
| 2 kwietnia 201718:00 | Phiri 36' · Larsson 52' · Sikošek 60' · Nørgaard 63' | 3:2 | Onuachu 39' 65' · Bruninho 90+7' | Brøndby Stadium Widzów: 12,113 Sędzia: Anders Poulsen (referee) |

| 9 kwietnia 201716:00 | Lyngby                                                   | 1:2 | Brøndby IF                                   | Lyngby Stadion Widzów: 5,657 Sędzia: Sandi Putros |
| 9 kwietnia 201716:00 | Odgaard 53' · Lumb 61' · Christjansen 81' · Brandrup 83' | 1:2 | Pukki 29' 64' · Arajuuri 30' · Kliment 90+4' | Lyngby Stadion Widzów: 5,657 Sędzia: Sandi Putros |

| 17 kwietnia 201716:00 | Brøndby IF             | 0:1 | FC København             | Brøndby Stadium Widzów: 23,405 Sędzia: Michael Tykgaard |
| 17 kwietnia 201716:00 | Röcker 79' · Pukki 81' | 0:1 | Verbič 65' · Toutouh 81' | Brøndby Stadium Widzów: 23,405 Sędzia: Michael Tykgaard |

| 23 kwietnia 201716:00 | Nordsjælland                                                          | 0:1 | Brøndby IF                                             | Farum Park Widzów: 6,238 Sędzia: Jakob Kehlet |
| 23 kwietnia 201716:00 | Jensen 61' · Mtiliga 66' · Maxsø 72' · Marcondes 89' · Pedersen 90+5' | 0:1 | Nørgaard 25' · Pukki 57' · Larsson 79' · Sikošek 90+1' | Farum Park Widzów: 6,238 Sędzia: Jakob Kehlet |

| 30 kwietnia 201718:00 | Brøndby IF                                                                     | 1:1 | SønderjyskE                                                                  | Brøndby Stadium Widzów: 11,626 Sędzia: Michael Johansen |
| 30 kwietnia 201718:00 | Rønnow 4' · Mukhtar 37' · Arajuuri 40' · Austin 41' · Röcker 42' · Nilsson 73' | 1:1 | Absalonsen 4' (pen.) 75' · Madsen 34' · Luyckx 37' · Poulsen 41' · Kløve 83' | Brøndby Stadium Widzów: 11,626 Sędzia: Michael Johansen |

| 7 maja 201718:00 | Midtjylland                                                                            | 4:2 | Brøndby IF                         | MCH Arena Widzów: 7,327 Sędzia: Michael Tykgaard |
| 7 maja 201718:00 | Novák 34' · Onuachu 36' · Hassan 55' · Duelund 60' 65' 67' · Halsti 82' · Bruninho 89' | 4:2 | Holst 63' · Mensah 72' · Pukki 88' | MCH Arena Widzów: 7,327 Sędzia: Michael Tykgaard |

| 14 maja 201718:00 | FC København                                                   | 1:0 | Brøndby IF                                               | Telia Parken Widzów: 24,842 Sędzia: Mads Kristoffersen |
| 14 maja 201718:00 | Kusk 13' · Kvist 52' · Verbič 75' · Johansson 79' · Greguš 87' | 1:0 | Mukhtar 41' · Austin 43' · Hermannsson 76' · Wilczek 79' | Telia Parken Widzów: 24,842 Sędzia: Mads Kristoffersen |

| 18 maja 201720:00 | Brøndby IF                                           | 0:2 | Lyngby                                                         | Brøndby Stadium Widzów: 6,533 Sędzia: Morten Krogh |
| 18 maja 201720:00 | Sikošek 0' · Rønnow 25' · Arajuuri 65' · Mukhtar 79' | 0:2 | Ørnskov 25' 60' · Christensen 27' · Larsen 74' · Kjærgaard 87' | Brøndby Stadium Widzów: 6,533 Sędzia: Morten Krogh |

| 21 maja 201718:00 | SønderjyskE                         | 3:0 | Brøndby IF                           | Sydbank Park Widzów: 5,712 Sędzia: Jorgen Burchardt |
| 21 maja 201718:00 | Madsen 52' · Jakobsen 60' 89' 90+3' | 3:0 | Crone 5' · Arajuuri 44' · Röcker 77' | Sydbank Park Widzów: 5,712 Sędzia: Jorgen Burchardt |

| 28 maja 201716:00 | Brøndby IF                              | 1:2 | Nordsjælland                                                                | Brøndby Stadium Widzów: 12,322 Sędzia: Lars Christoffersen |
| 28 maja 201716:00 | Pukki 9' · Hermannsson 0' · Larsson 33' | 1:2 | Lobotka 16' · Skovgaard 24' · Bartolec 49' · Ingvartsen 55' · Rasmussen 57' | Brøndby Stadium Widzów: 12,322 Sędzia: Lars Christoffersen |

## Puchar Danii
| 26 października 201620:15 CEST | BK Frem | 1:2 | Brøndby IF | Valby Idrætspark |
| 26 października 201620:15 CEST |         | 1:2 |            | Valby Idrætspark |

| 8 marca 201717:45 | BK Marienlyst                                                              | 1:4 | Brøndby IF                                        | Brøndby Stadium Widzów: 3,102 Sędzia: Lars Christoffersen |
| 8 marca 201717:45 | Esben Petersen 37' (pen.) · Anders Kolind 45' · Alexander Hemmingsen 90+1' | 1:4 | Austin 20' · Crone 24' · Wilczek 32' · Kalmár 34' | Brøndby Stadium Widzów: 3,102 Sędzia: Lars Christoffersen |

| 13 kwietnia 201718:30 | Randers                                    | 2:4 | Brøndby IF                                             | BioNutria Park Randers Widzów: 5,438 Sędzia: Jørgen Daugbjerg Burchardt |
| 13 kwietnia 201718:30 | Bruhn 15' 31' · Pourié 39' · Thomsen 90+1' | 2:4 | Wilczek 5' · Röcker 74' · Mukhtar 90' 93' · Kalmár 97' | BioNutria Park Randers Widzów: 5,438 Sędzia: Jørgen Daugbjerg Burchardt |

| 4 maja 201718:30 | FC Midtjylland                                            | 1:2 | Brøndby IF                                        | MCH Arena Sędzia: Mads Kristoffersen |
| 4 maja 201718:30 | Poulsen 29' (pen.) · Borring 31' · Halsti 54' · Novák 80' | 1:2 | Austin 29' · Pukki 34' · Nørgaard 90' · Phiri 90' | MCH Arena Sędzia: Mads Kristoffersen |

| 25 maja 201717:00 | Brøndby IF                                         | 1:3 | FC København                                                             | Telia Parken Widzów: 32,140 Sędzia: Jens Maae |
| 25 maja 201717:00 | Crone 53' · Pukki 61' · Nørgaard 71' · Wilczek 81' | 1:3 | Cornelius 51' 53' 85' · Augustinsson 64' · Kvist 81' · Santander 83' 83' | Telia Parken Widzów: 32,140 Sędzia: Jens Maae |

## Liga Europy

### Pierwsza runda eliminacji
| 30 czerwca 201623:00 CEST | Valur            | 1:4 | Brøndby IF                                    | Hlíðarendi (stadium) Widzów: 728 Sędzia: Ali Palabiyik |
| 30 czerwca 201623:00 CEST | Ingvarsson 90+2' | 1:4 | Wilczek 33', 47', 54' · Pukki 61' · Greko 79' | Hlíðarendi (stadium) Widzów: 728 Sędzia: Ali Palabiyik |

| 7 lipca 201618:30 CEST | Brøndby IF                                                                       | 6:0 | Valur          | Brøndby Stadium Widzów: 6,227 Sędzia: Tihomir Pejin |
| 7 lipca 201618:30 CEST | Wilczek 5' · Hjulsager 15' · Nørgaard 17' · Pukki 26', 57' · Stückler 71', 90+3' | 6:0 | Sigurðsson 85' | Brøndby Stadium Widzów: 6,227 Sędzia: Tihomir Pejin |

### Druga runda eliminacji
| 14 lipca 201620:45 CEST | Hibernian                   | 0:1 | Brøndby IF                                  | Easter Road Widzów: 13,454 Sędzia: Juan Martínez Munuera |
| 14 lipca 201620:45 CEST | Cummings 67' · Fontaine 80' | 0:1 | Wilczek 1', 49' · Austin 33' · da Silva 65' | Easter Road Widzów: 13,454 Sędzia: Juan Martínez Munuera |

| 21 lipca 201620:00 CEST | Brøndby IF                 | 0:1 | Hibernian               | Brøndby Stadium Widzów: 11,548 Sędzia: Marius Avram |
| 21 lipca 201620:00 CEST | Nørgaard 74' · Larsson 96' | 0:1 | Gray 62' · McGregor 87' | Brøndby Stadium Widzów: 11,548 Sędzia: Marius Avram |

### Trzecia runda eliminacji
| 28 lipca 201620:15 CEST | Hertha BSC   | 1:0 | Brøndby IF               | Friedrich-Ludwig-Jahn-Sportpark Widzów: 18,454 Sędzia: Kevin Blom |
| 28 lipca 201620:15 CEST | Ibišević 28' | 1:0 | Larsson 23' · Austin 85' | Friedrich-Ludwig-Jahn-Sportpark Widzów: 18,454 Sędzia: Kevin Blom |

| 4 sierpnia 201620:15 CEST | Brøndby IF         | 3:1 | Hertha BSC                                                                 | Brøndby Stadium Widzów: 17,102 Sędzia: Paweł Gil |
| 4 sierpnia 201620:15 CEST | Pukki 3', 34', 52' | 3:1 | Plattenhardt 24' · Ibišević 30' · Langkamp 66' · Darida 86' · Brooks 90+3' | Brøndby Stadium Widzów: 17,102 Sędzia: Paweł Gil |

### Play-offy
| 18 sierpnia 201620:00 CEST | Panathinaikos AO                                                  | 3:0 | Brøndby IF                               | Apostolos Nikolaidis Stadium Widzów: 11,072 Sędzia: István Vad |
| 18 sierpnia 201620:00 CEST | Koutroubis 4' · Wakaso 31' · Berg 45+2', 82' · Ledesma 54' (pen.) | 3:0 | Crone 33' · Albrechtsen 36' · Rønnow 50' | Apostolos Nikolaidis Stadium Widzów: 11,072 Sędzia: István Vad |

| 25 sierpnia 201619:00 CEST | Brøndby IF                    | 1:1 | Panathinaikos AO                         | Brøndby Stadium Widzów: 13,521 Sędzia: Oliver Drachta |
| 25 sierpnia 201619:00 CEST | Mukhtar 35' · Hjulsager 45+1' | 1:1 | Wakaso 40' · Koutroubis 49' · Ivanov 66' | Brøndby Stadium Widzów: 13,521 Sędzia: Oliver Drachta |